# IC 5027
IC 5027 је спирална галаксија у сазвјежђу Индијанац која се налази на листи објеката дубоког неба у Индекс каталогу.
Деклинација објекта је - 55° 28' 21" а ректасцензија 20h 41m 8,9s. Привидна величина (магнитуда) објекта IC 5027 износи 14,5 а фотографска магнитуда 15,3. IC 5027 је још познат и под ознакама ESO 186-74, FAIR 554, PGC 65188.